# Eharius kostini
Eharius kostini är en spindeldjursart som först beskrevs av Kolodochka 1979.  Eharius kostini ingår i släktet Eharius och familjen Phytoseiidae. Inga underarter finns listade i Catalogue of Life.